# Beteitiva
Beteitiva è un comune della Colombia facente parte del dipartimento di Boyacá.
Il centro abitato venne fondato nel 1556.